# Mahdtalhaus
Die Mahdtalhaus (1050 m ü. A.) ist eine von 26 Alpenvereinshütten des DAV in den Allgäuer Alpen. Sie befindet sich in Vorarlberg, Österreich. Die Hütte gehört der Sektion Stuttgart des Deutschen Alpenvereins (DAV) und wurde nach 1990 neu erbaut. Sie wird teilweise als Selbstversorgerhütte geführt und ist Ausgangspunkt für zahlreiche Rundtouren und ein Wanderstützpunkt sowie Ausgangs- und Endpunkt für Skitouren im Winter.

## Name
Der Name des Mhadtalhauses wurde vom nordwestlich befindlichen Mahdtal (Deutschland) abgeleitet. Mahd bezieht sich dabei auf das Mähen, das Abschneiden von Gras oder Getreide. Etwa 300 Meter nordwestlich befindet sich der Mahdtalhof.

## Geschichte
Am 10. Juli 1942 wurde die Südwesthütte (nunmehrige Mahdtalhaus) im Kleinwalsertal durch die Sektion Stuttgart des Deutschen Alpenvereins gekauft.
Am 12. Januar 1990 wurde das „Mahdtalhaus“ durch einen Brand völlig zerstört und danach wieder neu aufgebaut.

## Lage und Ausstattung
Das Mahdtalhaus verfügt über vier Betten in zwei Viererlagern, 16 Betten in Zweibettzimmern und zehn Betten im Matratzenlager. Es ist kein Winterraum vorhanden. Die angeschlossene Jausenstation versorgt Hausgäste bei Bedarf mit Frühstück und/oder Abendessen. Das Mahdtalhaus ist von Riezlern (1088 m ü. A.) etwa 15 Minuten zu Fuß entfernt. Parkplätze befinden sich auch direkt beim Haus und die nächste Bushaltestelle ist nur 2 Gehminuten entfernt.
In der Nähe der Mahdtalhütte befinden sich die: Fiderepasshütte (2067 m ü. A.), Schwarzwasserhütte (1620 m ü. A.), Mindelheimer Hütte (2013 m ü. A.), Rappenseehütte (2091 m ü. A.), Waltenberger-Haus (2084 m ü. A.), Kemptner Hütte (1844 m ü. A.), Edmund-Probst-Haus (1927 m ü. A.).

## Touren
Vom Mahdtalhaus ist der mit Seilgeländer gesicherte Höllochschacht in etwa 1½ Std. zu Fuß zu erreichen.
Auf das Toreck, führt eine beliebte Skitour vom Mahdtalhaus. In den 1990er Jahren wurde die Abfahrt durch das Mahdtal auf Veranlassung des Jagdwesens gesperrt. Bergsteigerverbände haben die Öffnung einer Abfahrtstrasse durch eine Waldzone zum Mahdtalhaus erreicht, die jedoch oft ausapert und nur schwierig befahrbar ist. Diese Trasse wurde im Zuge des Projektes Skibergsteigen umweltfreundlich markiert.
Im Sommer sind als Wanderziele beliebt (Beispiele):
- Obere Gottesackerwände (2035 m ü. A.), Gehzeit etwa 3 ¼ Stunden;
- Hoher Ifen (2230 m ü. A.), Gehzeit etwa 5 ½ Stunden;
- Großer Widderstein (2536 m ü. A.);
- Fellhorn (2039 m ü. A.);
- Kanzelwand (2059 m ü. A.).

## Besonderheiten
Unterhalb des Mahdtalhauses befindet sich ein Hochmoor, südlich des Schwarzwasserbachs, gleich bei der gedeckten Holzbrücke. Wenige Gehminuten entfernt befinden sich drei Naturdenkmale: der Wasserfall Schwarzwasserbach, die Naturbrücke am Schwarzwasserbach und die  Strudeltöpfe Schwarzwasserbach.

## Karten
- Freytag & Berndt 363
- ÖK (Österreichische Karte) 113 Mittelberg (1:50.000)
- Bayrische Topographische Karte 8626 – Hoher Ifen (1:25.000)
- TK L 8626, 8726
- TKU 8
- Alpenvereinskarte BY 2 Kleinwalsertal – Hoher Ifen, Widderstein (1:25.000)